# East Merrimack
East Merrimack es un lugar designado por el censo ubicado en el condado de Hillsborough en el estado estadounidense de Nuevo Hampshire. En el Censo de 2010 tenía una población de 4.197 habitantes y una densidad poblacional de 487,21 personas por km².

## Geografía
East Merrimack se encuentra ubicado en las coordenadas 42°52′19″N 71°28′52″O / 42.87194, -71.48111. Según la Oficina del Censo de los Estados Unidos, East Merrimack tiene una superficie total de 8.61 km², de la cual 7.82 km² corresponden a tierra firme y (9.17%) 0.79 km² es agua.

## Demografía
Según el censo de 2010, había 4.197 personas residiendo en East Merrimack. La densidad de población era de 487,21 hab./km². De los 4.197 habitantes, East Merrimack estaba compuesto por el 93.23% blancos, el 1.29% eran afroamericanos, el 0.38% eran amerindios, el 1.86% eran asiáticos, el 0.02% eran isleños del Pacífico, el 1.07% eran de otras razas y el 2.14% pertenecían a dos o más razas. Del total de la población el 3.48% eran hispanos o latinos de cualquier raza.